# (37978) 1998 HR124
1998 HR124 (asteroide 37978) é um asteroide da cintura principal. Possui uma excentricidade de 0.17925490 e uma inclinação de 18.52651º.
Este asteroide foi descoberto no dia 23 de abril de 1998 por LINEAR em Socorro.